# Alexandru Groapă
Alexandru Groapă (n. 14 august 1879, târgul Râșcanilor, d. 1940) a fost un om politic român, care a făcut parte din Sfatul Țării din Basarabia.

## Scurtă biografie
Alexandru Groapă era un (fel de) boieraș local, din târgul Râșcanilor, absolvent al Facultății de litere și științe din Sorbona (Franța). A fost secretar la Primul Congres al învățătorilor moldoveni din Basarabia (25-28 mai 1917).
A fost parte a Sfatului Țării, care a votat alipirea Basarabiei la România.

### Procesul politic din 1902
Din iulie 1902 Alexandru Groapă, împreună cu Ștefan Usinevici, Ioan Pelivan, Vasile I. Oatul și Constantin Goian este deținut în pușcărie până la jumătatea lui ianuarie 1903. Arestarea și deținerea lor este în strânsă legătură cu procesul „Pământeniei” studenților basarabeni din Dorpat (1902-1903), arestați și ei, la 24 februarie 1902, pentru „crima” de a fi luat parte la „mișcarea separatistă din Basarabia”, precum și pentru „organizarea unui complot contra statului rus”. (Ioan Pelivan, Viața Basarabiei, anul X, nr 8, august 1941).

### Deces prin împușcare
Alexandru Groapă a fost capturat de sovietici în 1940 și împușcat.